# Isaac Palma
Isaac Antonio Palma Olivares (* 26. Oktober 1990 in Zitácuaro, Michoacán) ist ein mexikanischer Geher.

## Sportliche Laufbahn
Isaac sammelte im Jahr 2007 erste Wettkampferfahrung im Gehen. 2008 sollte er beim Geher-Weltcup in Russland über 10 km an den Start gehen, wurde im Laufe des Wettkampfes allerdings disqualifiziert. Stattdessen konnte er ein Jahr später, beim Geher-Weltcup in der Heimat, mit Bestzeit von 43:32 min den dritten Platz belegen. 2011 trat er im Juli bei den U23-Meisterschaften Nordamerikas an und gewann mit einer Zeit von 1:28:53,38 h die Goldmedaille über 20.000 Meter. 2011 steigerte er seine Bestzeit über 20 km auf 1:24:04 h. Ein Jahr später konnte er sich erneut, diesmal bis auf 1:21:14 h, steigern. Damit erfüllte er die Qualifikation für die Olympischen Sommerspiele in London, bei denen er im August an den Start ging. Er erreichte als 33. das Ziel. 2013 trat Palma Anfang Juli bei der Universiade in Kasan an und belegte über 20 km den siebten Platz. Im August nahm er, ebenfalls in Russland, zum ersten Mal an den Weltmeisterschaften teil und landete in Moskau auf dem 36. Platz. In den nächsten Jahren konnte er sich nicht für internationale Meisterschaften qualifizieren. 2016 verbesserte er sich auf eine Zeit von 1:20:54 h. 2017 bestritt Palma seine ersten Wettkämpfe über die Distanz von 50 km. Ende März blieb er beim Dudinska 500 in der Slowakei zum ersten Mal unter der Marke von 4 Stunden. Ende August trat er zum zweiten Mal über 20 km bei der Universiade an und verbesserte sich, im Vergleich zu 2013, auf den fünften Platz.
2019 gewann Palma den Südamerikanischen Geher-Cup in der Heimat mit persönlicher Bestzeit von 3:49:39 h über 50 km. Anfang Juni siegte er auf der 10.000-Meter-Distanz und wurde damit erstmals Mexikanischer Meister. Im August trat er in Lima zum ersten Mal bei den Panamerikanischen Spielen an, wurde allerdings im Laufe des Wettkampfes über 50 km disqualifiziert. Ende September nahm er dann zum zweiten Mal nach 2013 an den Weltmeisterschaften teil, konnte in Doha allerdings den Wettkampf nicht beenden. Mit seiner Bestzeit aus dem April 2019 qualifizierte sich Palma für die Olympischen Sommerspiele in Tokio. Im Sommer 2020 musste er sich mit seiner Familie in COVID-19-Quarantäne begeben. Sein sportliches Ziel für die Olympischen Spiele ist das Erreichen der Top 5. Den Wettkampf Anfang August konnte er schließlich nicht beenden.
Isaac Palmas jüngerer Bruder, Ever Palma, ist ebenfalls Geher und nahm 2012 an den Olympischen Sommerspielen teil.

## Wichtige Wettbewerbe
| Jahr               | Veranstaltung                  | Ort                | Platz              | Disziplin          | Zeit               |
| Startet für Mexiko | Startet für Mexiko             | Startet für Mexiko | Startet für Mexiko | Startet für Mexiko | Startet für Mexiko |
| ------------------ | ------------------------------ | ------------------ | ------------------ | ------------------ | ------------------ |
| 2010               | U23-Nordamerikameisterschaften | Miramar            | 1.                 | 20.000 m Gehen     | 1:28:53,38 h       |
| 2012               | Olympische Sommerspiele        | London             | 33.                | 20 km Gehen        | 1:23:35 h          |
| 2013               | Universiade                    | Kasan              | 7.                 | 20 km Gehen        | 1:24:14 h          |
| 2013               | Weltmeisterschaften            | Moskau             | 36.                | 20 km Gehen        | 1:28:14 h          |
| 2017               | Universiade                    | Taipeh             | 5.                 | 20 km Gehen        | 1:30:31 h          |
| 2019               | Panamerikanische Spiele        | Lima               |                    | 50 km Gehen        | DSQ                |
| 2019               | Weltmeisterschaften            | Doha               |                    | 50 km Gehen        | DNF                |
| 2021               | Olympische Sommerspiele        | Tokio              |                    | 20 km Gehen        | DNF                |

## Persönliche Bestleistungen
- 5-km-Gehen: 19:41,55 min, 17. Juli 2012, Granollers
- 10-km-Gehen: 39:51 min, 25. August 2018, Coatzacoalcos
- 20 km Gehen: 1:20:54 h, 9. April 2016, Poděbrady
- 50-km-Gehen: 3:49:39 h, 21. April 2019, Lázaro Cárdenas